# Amorina
Amorina ist der Name der Hauptperson in Carl Jonas Love Almqvists Lesedrama/Roman Amorina, oder über den  Lebenslauf eines verrückten Fräuleins und deren seltsames Betragen aus dem Jahr 1822, mit dem der Autor seinen Durchbruch als Schriftsteller erlangte.

## Inhalt
Die nur am Anfang des Romans als auffällig und „wahnsinnig“ bezeichnete tragische Heldin des Romans hat den Namen Amorina erhalten. Eigentlich heißt sie Henrike und wird von den beiden Zwillingsbrüdern Wilhelm und Rudman geliebt, erst im Laufe des Romans stellt sich heraus, dass sie deren Schwester ist.
Die in vielen Facetten erzählte Geschichte, die detailreichen Realismus mit der Phantasieverliebtheit Shakespeares verbindet, endet damit, dass Amorina und Rudman in Djurgården ertrinken.
Die erste Ausgabe von 1822 wurde vom Verfasser zurückgezogen und vernichtet. Nachdem er das Buch umfassend überarbeitet und mit einem ausführlichen „Vorwort des Herausgebers“ versehen hatte, erschien es 1839 erneut mit dem neuen Titel „Amorina oder die Geschichte der Vier“.

## Amorina und die Form des Lesedramas
Ebenso wie Almqvists anderes Lesedrama Drottningens Juvelsmycke (dt.: Das Juwelengeschmeide der Königin) besteht auch Amorina abwechselnd aus beschreibenden und als Dialog geschriebenen Handlungspartien. Almqvist selbst bezeichnete das Werk als eine „poetische Fuge“, deren Idee er in seinem Essay „Über die Einheit des Epischen und des Dramatischen – Die Idee der poetischen Fuge“ entwickelt hat. Diese Form bezeichnet er als eine neue Verbindung von Epik und Dramatik, wie sie durch moderne Szenentechnik und Bühnenästhetik überhaupt erst möglich geworden sei. 
Eine erste Aufführung erfolgte 1951 am Kungliga Dramatiska Teatern in der Bearbeitung von Alf Sjöberg und Claes Hooglands, 1963 entstand ebenfalls unter der Regie von Alf Sjöberg eine Hörspielfassung, die im Archiv des Schwedischen Radios vorliegt.
Weitere Aufführungen gab es 1976 in Göteborg, 1983 am Riksteatern, 1986 in Malmö und Uppsala, sowie am Dramaten, eine weitere am Dramaten 1990, und 2013 in einer Tourneetheaterproduktion.
Lars Runsten hat eine gleichnamige Oper geschrieben, die auf dem Roman basiert. Diese hatte 1993 in der Rotundascen des Kungliga Teaterns Premiere.